# Ярость в Гарлеме
«Ярость в Гарлеме» (англ. A Rage In Harlem) — американский художественный фильм 1991 года, гангстерский фильм, снятый режиссёром Биллом Дьюком. Экранизация произведения, автор которого — Честер Хаймс.

## Сюжет
Гангстер Голди вместе со своей подружкой Иммабель проворачивают одно дельце. Но после того, как золото уже у них, девушка вместе с золотом исчезает и скрывается в Гарлеме. Приют ей предоставляет бухгалтер Джексон.

## В ролях
- Форест Уитакер — Джексон
- Грегори Хайнс — Голди/Шерман
- Робин Гивенс — Имабель
- Зэйкс Мокэй — Большой Кэти